# Els padrins màgics: Un nou desig
Els padrins màgics: Un nou desig (títola original en anglès, The Fairly OddParents: A New Wish) és una sèrie de televisió animada estatunidenca basada i que serveix com a continuació de la sèrie d'animació de Nickelodeon Els padrins màgics (2001-2017) creada per Butch Hartman. És la tercera sèrie de la franquícia, després de The Fairly OddParents: Fairly Odder (2022). La sèrie es va preestrenar el 17 de maig de 2024, amb l'estrena oficial de la sèrie el 20 de maig. La sèrie també es va estrenar a Netflix com a sèrie original de la plataforma el 14 de novembre, amb doblatge al català.

## Llista d'episodis
| 1 | «A volar» «Fly»                                                                         | Ashleigh Crystal Hairston i Lindsay Katai | Kevin Cannarile i Lidia Garcia-Quiroga Adriel Garcia i Shawna Mills (directors)                   | 17 de maig de 2024 (preestrena) 20 de maig de 2024 (oficial) |
| 1 | «A volar» «Fly»                                                                         | La Hazel, de 10 anys, intenta fugir de casa, la qual cosa la porta a descobrir que els seus estranys veïns, en Cosmo i la Wanda, són realment uns padrins màgics disfressats. |                                                                                                   |                                                              |
| 2.1 | «El Departament Màgic de Vulneracions» «The Department of Magical Violations»           | James III | Johnny Koester Nico Selma (director)                                                              | 21 de maig de 2024                                           |
| Després que en Jorgen Von Stangle descobreixi que en Cosmo i la Wanda van deixar la seva jubilació per ser els padrins de la Hazel, els envia tots tres al Departament Màgic de Vulneracions) per realitzar-los proves de desitjos per veure si pertanyen al grup. Si fallen, la Hazel serà reassignada a una fada anomenada Cookie. |                                                                                         | |                                                                                                   |                                                              |
| 2.2 | «L'amiga dels profes» «Teacher's Pal»                                                   | Neyah Barbee | Kyle A. Carrozza Adriel Garcia (director)                                                         | 22 de maig de 2024                                           |
| Nerviosa per no encaixar amb els altres nens de l'escola, la Hazel desitja ser amiga dels seus professors. |                                                                                         | |                                                                                                   |                                                              |
| 3.1 | «Un dinosaure a Dimmadelphia» «A Dinosaur in Dimmadelphia»                              | James III | Angela Entzminger Nico Selma (director)                                                           | 23 de maig de 2024                                           |
| Quan la Hazel desitja poder conèixer un dinosaure real, en Cosmo i la Wanda porten un Baryonyx des del Cretaci fins als nostres dies! |                                                                                         | |                                                                                                   |                                                              |
| 3.2 | «Sense por» «Fearless»                                                                  | Lindsay Katai | Grey White Shawna Mills (directora)                                                               | 27 de maig de 2024                                           |
| La Hazel voldria que la Jasmine no tingués por, però el desig va malament quan les pors de la Jasmine s'escapen i campen per l'escola! |                                                                                         | |                                                                                                   |                                                              |
| 4.1 | «The Wellsington Hotellsington»                                                         | Ashleigh Crystal Hairston | Kevin Cannarile Adriel Garcia (director)                                                          | 28 de maig de 2024                                           |
| La Hazel desitja que el seu edifici d'apartaments sigui un hotel de luxe, però es troba massa ocupada dirigint-lo per passar temps amb els seus amics. |                                                                                         | |                                                                                                   |                                                              |
| 4.2 | «1.500 minuts de fama» «1500 Minutes of Fame»                                           | Neyah Barbee | Lidia Garcia-Quiroga Shawna Mills (directora)                                                     | 29 de maig de 2024                                           |
| La Hazel voldria ser el centre d'atenció a l'escola, però ràpidament es veu aclaparada i demana que les fades acceleren el temps. |                                                                                         | |                                                                                                   |                                                              |
| 5.1 | «28 xocolates després» «28 Puddings Later»                                              | Wilder Smith | Johnny Koester Nico Selma (director)                                                              | 30 de maig de 2024                                           |
| Quan Hazel intenta que el Dia del púding a l'escola sigui una festa per a tothom, accidentalment comença una apocalipsi de púding. |                                                                                         | |                                                                                                   |                                                              |
| 5.2 | «Una cabellera de primera» «Trial and Hair-ror»                                         | Kayla Renee Brooks | Kyle A. Carrozza Adriel Garcia (director)                                                         | 3 de juny de 2024                                            |
| Quan la Hazel desitja que els seus cabells tinguin "esperit" per a un concurs escolar, descobreix que té més personalitat del que esperava! |                                                                                         | |                                                                                                   |                                                              |
| 6.1 | «Ciència rara» «Weird Science»                                                          | Alec Schwimmer | Grey White Shawna Mills (directora)                                                               | 4 de juny de 2024                                            |
| En Cosmo i la Wanda reescriuen les lleis de la ciència per tal que el projecte de la fira científica de la Hazel funcioni. |                                                                                         | |                                                                                                   |                                                              |
| 6.2 | «S'ha desitjat un misteri» «Mystery She Wished»                                         | Alex Horab | Angela Entzminger Nico Selma (director)                                                           | 5 de juny de 2024                                            |
| Quan el propietari la casa de la Hazel desapareix, demana l'ajuda d'en Cosmo i la Wanda per arribar al fons del cas. |                                                                                         | |                                                                                                   |                                                              |
| 7.1 | «Amor al meridià de Greenwich» «Prime Meridian Love»                                    | Wilder Smith | Kevin Cannarile Adriel Garcia (director)                                                          | 6 de juny de 2024                                            |
| La Hazel reescriu el llibre, quan desitja que el personatge principal del seu manga preferit cobri vida al món real. |                                                                                         | |                                                                                                   |                                                              |
| 7.2 | «Fètid» «Stanky Danky»                                                                  | Steve Borst | Johnny Koester Nico Selma (director)                                                              | 10 de juny de 2024                                           |
| La Hazel es fa ambiga amb un contenidor que parla i camina anomenat Fètid, després de conèixer els efectes nocius dels humans sobre el medi ambient. |                                                                                         | |                                                                                                   |                                                              |
| 8.1 | «La pizza de la pau» «Peace of Pizza»                                                   | Neyah Barbee i Sammie Crowley | Kyle A. Carrozza Adriel Garcia (director)                                                         | 11 de juny de 2024                                           |
| En Dev es nega a participar en el Dia de la Bondat a l'escola, de manera que la Hazel convoca uns quants diplomàtics intergalàctics per mantenir la pau. |                                                                                         | |                                                                                                   |                                                              |
| 8.2 | «Un Dev nou de debò» «A New Dev-elopment»                                               | Neyah Barbee | Lidia Garcia-Quiroga Shawna Mills (directora)                                                     | 12 de juny de 2024                                           |
| La Hazel ha de treballar amb la seva nèmesi, en Dev, en un projecte de classe i descobreix el costat més suau del nen més dolent de l'escola. |                                                                                         | |                                                                                                   |                                                              |
| 9.1 | «El judici de la Cookie» «Cookie's Court»                                               | Kayla Renee Brooks | Johnny Koester Nico Selma (director)                                                              | 13 de juny de 2024                                           |
| Després que la Hazel perdés davant d'en Cosmo i la Wanda durant les proves dels desigs, la Cookie hi torna per venjar-s'hi. |                                                                                         | |                                                                                                   |                                                              |
| 9.2 | «Mans a la màgia» «Work Her Magic»                                                      | Kayla Renee Brooks | Lidia Garcia-Quiroga Shawna Mills (directora)                                                     | 23 de juliol de 2024                                         |
| Farta de la inestabilitat de la vida laboral de l'Angela, la Hazel voldria ser l'assistent de la seva mare per passar més temps amb ella. |                                                                                         | |                                                                                                   |                                                              |
| 10 | «El dia dels desenfundadors» «Lost and Founder's Day»                                   | James III | Grey White, Noel Belknap, Angela Entzminger i Megan Ruiz G. Shawna Mills i Nico Selma (directors) | 22 de juliol de 2024                                         |
| El pare d'en Dev, en Dale Dimmadome, que és un magnat de la tecnologia, crea una aplicació dissenyada per fer un seguiment de l'energia dels desitjos dels nens al festival anual del Dia del fundador, però la Hazel apareix com una anomalia gràcies a en Cosmo i la Wanda.                                                        |                                                                                         | |                                                                                                   |                                                              |
| 11.1 | «Trastorn al futur» «Crock to the Future»                                               | James III | Kyle A. Carrozza Adriel Garcia (director)                                                         | 23 de juliol de 2024                                         |
| Quan a la Hazel li confisquen les joguines antiestrès d'en Cosmo i la Wanda a l'institut Galax, s'ajunta amb un conserge per recuperar-les. |                                                                                         | |                                                                                                   |                                                              |
| 11.2 | «La batalla del Dimmsonian» « Battle of the Dimmsonian »                                | Wilder Smith | Kevin Cannarile Adriel Garcia (director)                                                          | 24 de juliol de 2024                                         |
| La nova fada d'en Dev concedeix desitjos. La Hazel i en Dev s'enfronten en un duel de desitjos durant una nit esgarrifosa al museu. |                                                                                         | |                                                                                                   |                                                              |
| 12.1 | «El pintoresc parc de la Patty Pòssum» «Patty Possum's Party Playground»                | Wilder Smith | Grey White & Noel Belknap Shawna Mills (directora)                                                | 24 de juliol de 2024                                         |
| Quan Winn s'entristeix perquè el parc de jocs de la Patty Possum ja no és com abans, la Hazel demana el desig que la Patty Possum recuperi la vida. |                                                                                         | |                                                                                                   |                                                              |
| 12.2 | «Un dia inoblidable» «A Date to Remember»                                               | Neyah Barbee | Megan Ruiz G. Nico Selma (director)                                                               | 25 de juliol de 2024                                         |
| La Hazel haurà de superar el mateix Cupido fent d'enllaç, o bé els records dels seus pares s'esborraran per sempre. |                                                                                         | |                                                                                                   |                                                              |
| 13.1 | «Perduts al món de les fades» «Lost in Fairy World»                                     | James III | Kevin Cannarile Adriel Garcia (director)                                                          | 25 de juliol de 2024                                         |
| En Dev i la Hazel acaben perduts al món de les fades, i en Cosmo, la Wanda i en Peri intenten trobar-los. |                                                                                         | |                                                                                                   |                                                              |
| 13.2 | «Les amistats desafinades» «The Treble with Rivals»                                     | Wilder Smith | Lidia Garcia-Quiroga Shawna Mills (directora)                                                     | 29 de juliol de 2024                                         |
| La Hazel esborra accidentalment la música de la Terra i fa aflorar una rivalitat. |                                                                                         | |                                                                                                   |                                                              |
| 14.1 | «La cursa de la cobraconda» «Rattleconda Racers»                                        | Neyah Barbee | Johnny Koester Nico Selma (director)                                                              | 29 de juliol de 2024                                         |
| La Hazel i l'Antony entren en un món de les curses de motocròs i de les serps gegants quan el seu desig els transporta dins d'un joc de taula. |                                                                                         | |                                                                                                   |                                                              |
| 14.2 | «Cava una mica més fondo» «Dig a Little Deeper»                                         | Alec Schwimmer | Kyle A. Carrozza Adriel Garcia (director)                                                         | 30 de juliol de 2024                                         |
| La Hazel es troba envoltada de magma ardent amb una civilització de monstres de roca subterranis. |                                                                                         | |                                                                                                   |                                                              |
| 15 | «Operació Recuperem l'aniversari» «Operation: Birthday Takeback»                        | Wilder Smith | Grey White, Noel Belknap i Megan Ruiz G. Shawna Mills i Nico Selma (directors)                    | 31 de juliol de 2024                                         |
| En Cosmo, la Wanda i en Peri descobreixen que el pare d'en Dev ha estat investigant la Hazel. |                                                                                         | |                                                                                                   |                                                              |
| 16.1 | «Hazel, cara de patata» «Potazel Potahzel»                                              | Ashleigh Crystal Hairston | Lidia Garcia-Quiroga Shawna Mills (directora)                                                     | 30 de juliol de 2024                                         |
| La Hazel demana que tots els seus àpats siguin només a base de patata, i la cosa literalment li puja al cap! |                                                                                         | |                                                                                                   |                                                              |
| 16.2 | «La maledicció de Wells House» «The Haunting of Wells House»                            | James III | Kevin Cannarile Adriel Garcia (director)                                                          | 1 d'agost de 2024                                            |
| Després de diversos fenòmens paranormals a la casa dels Wells, en Marcus comença una investigació. |                                                                                         | |                                                                                                   |                                                              |
| 17.1 | «Cop de sort» «Best of Luck»                                                            | Lindsay Katai | Johnny Koester Nico Selma (director)                                                              | 1 d'agost de 2024                                            |
| En Dev s'uneix a un antipadrí màgic per provocar a la Hazel una ratxa èpica de mala sort. |                                                                                         | |                                                                                                   |                                                              |
| 17.2 | «La Hazel Wells i el multivers del Jenkins» «Hazel Wells and the Multiverse of Jenkins» | James III | Kyle A. Carrozza Adriel Garcia (director)                                                         | 5 d'agost de 2024                                            |
| La Hazel demana una segona oportunitat, però acaba atrapada en un bucle temporal màgic. |                                                                                         | |                                                                                                   |                                                              |
| 18.1 | «El mal de créixer» «Growing Pains»                                                     | Neyah Barbee | Noel Belknap Shawna Mills (directora)                                                             | 5 d'agost de 2024                                            |
| Quan la Hazel demana tenir 13 anys per poder entrar a veure una pel·lícula, la versió fada de la pubertat li cau al damunt tota de cop. |                                                                                         | |                                                                                                   |                                                              |
| 18.2 | «Fada per un dia» «Fairy for a Day»                                                     | Wilder Smith | Megan Ruiz G. Nico Selma (director)                                                               | 6 d'agost de 2024                                            |
| La Hazel desitja ser una fada per un dia, però tot se'n va en orris quan apareix la seva antipadrina. |                                                                                         | |                                                                                                   |                                                              |
| 19.1 | «Ficat al cap» «Stuck in My Head»                                                       | Kayla Renee Brooks | Kevin Cannarile Adriel Garcia (director)                                                          | 6 d'agost de 2024                                            |
| Quan la Hazel, Winn i la Jasmine suspenen una prova de compatibilitat de millor amistat, la Hazel fa un desig que els porta dins del seu propi cap. |                                                                                         | |                                                                                                   |                                                              |
| 19.2 | «Tinc un forat» «Mind the Gap»                                                          | Neyah Barbee | Lidia Garcia-Quiroga Shawna Mills (directora)                                                     | 7 d'agost de 2024                                            |
| Quan la Hazel desitja no tenir les dents separades, la Fada de les Dents li omple el buit. |                                                                                         | |                                                                                                   |                                                              |
| 20 | «La batalla de la gran vareta» «The Battle of Big Wand»                                 | James III | Johnny Koester Nico Selma i Adriel Garcia (directors)                                             | 8 d'agost de 2024                                            |
| La Hazel fa el seu desig número un milió; en Dev i l'Irep prenen el control del Món de les Fades. |                                                                                         | |                                                                                                   |                                                              |